# Nagyrév
Nagyrév ist eine ungarische Gemeinde im Kreis Kunszentmárton im Komitat Jász-Nagykun-Szolnok. Sie liegt am linken Ufer der Theiß.

## Gemeindepartnerschaft
- Wyschkowo (Вишково), Ukraine

## Sehenswürdigkeiten
- Landschaftsschutzgebiet an der Theiß
- Reformierte Kirche, erbaut 1833

## Verkehr
Durch Nagyrév verläuft die Nebenstraße Nr. 46146. Nordwestlich der Gemeinde besteht eine Fährverbindung über die Theiß in Richtung Tiszabög. Die nächstgelegene Bahnstation befindet sich in Újbög auf der anderen Seite der Theiß. Diese ist angebunden an die Eisenbahnstrecke von Szolnok nach Tiszakécske.